# Vaulnaveys-le-Bas
 Vaulnaveys-le-Bas  es una población y comuna francesa, en la región de Ródano-Alpes, departamento de Isère, en el distrito de Grenoble y cantón de Vizille.

## Demografía
| 445 | 420 | 562 | 774 | 867 | 1173 |
| Para los censos de 1962 a 1999 la población legal corresponde a la población sin duplicidades (Fuente: INSEE [Consultar]) |     |     |     |     |      |